# 一丸章
一丸 章（いちまる あきら、男性、1920年7月27日 - 2002年6月12日）は、日本の詩人。

## 人物
福岡市新柳町で生まれる。幼少時に両親と生き別れ、伯母の家で育つ。1937年、福岡県立福岡中学校（現福岡県立福岡高等学校）卒業。
「母音」「こをろ」「九州文学」「ALMEE」などに参加する。生まれつき病弱であり、戦後、KBCやNHKなどで脚本を書いたり、研究所員や短大・文化サークルの講師をつとめたりした。1966年、福岡県詩人会の創立に携わり、16年間代表幹事を務める。2001年、先達詩人顕彰（日本現代詩人会）。未完の長詩「美濃道行魂胆咄（みのへのみちゆきこんたんばなし）」がある。
没後、弟子の龍秀美の尽力により全詩集が刊行される。

## 著書

### 詩集
- 『天鼓』 思潮社、1972年 - 第23回H氏賞受賞
- 『呪いの木』 葦書房、1979年

### 全詩集
- 『一丸章全詩集』 海鳥社、2010年 ISBN 978-4874157817

## 受賞歴
- H氏賞 - 九州在住者で初めて受賞（1973年度）
- 福岡市文化賞受賞（1984年）
- 福岡県教育文化功労者表彰（1990年）
- 地域文化功労者文部大臣表彰（1995年）